# Cuatro reyes celestiales

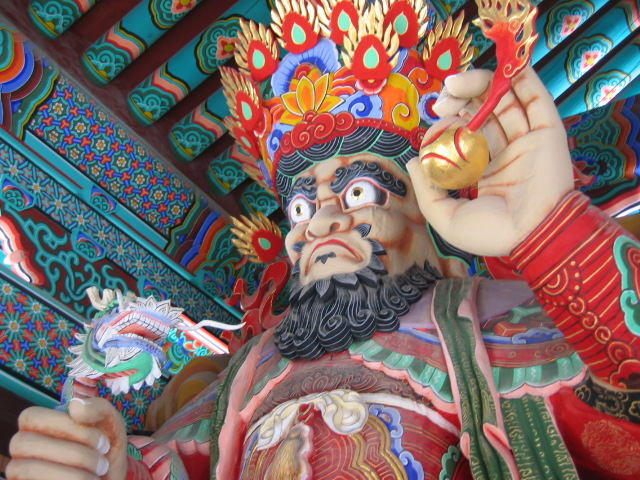
Imagen de Gwangmok Cheonwang (Virūpākṣa).

Los cuatro reyes celestiales (chino: 四天王, pinyin: Sì Tiānwáng, japonés: Shitennō, sánscrito: Devarāja o Lokapāla, tibetano: rgyal.chen bzhi, coreano: 사천왕, Sacheonwang) son cuatro deidades budistas que protegen los cuatro puntos cardinales. En China también son conocidos como los cuatro reyes celestiales protectores del mundo (护世四天王, 護世四天王, hùshì sìtiān wáng) o como los cuatro ayudantes de Buda (四大金刚, 四大金剛, sì dà jīngāng).
Residen en el cielo Cāturmahārājika (pali: Cātummahārājika, "de los cuatro grandes reyes), en las laderas inferiores del monte Sumeru, el más inferior de los seis mundos del cielo Kāmadhātu. Son los protectores del mundo y combaten el mal, siendo cada uno de ellos capaz de comandar una legión de criaturas sobrenaturales para proteger el Dharma.
Todos ellos sirven a Sakra (帝釈天, Taishakuten, en japonés), el señor de los devas del cielo de los treinta y tres dioses, y Dharmapala (protector del budismo). Los días octavo, decimocuarto y decimoquinto de cada mes lunar, envían mensajeros, o acuden ellos mismos, para ver cómo se desarrollan la virtud y la moralidad en el mundo de los hombres. Después emiten un informe frente a la asamblea de los treinta y tres dioses. 
A las órdenes de Sakra, los cuatro reyes y sus séquitos montan guardia para proteger a los treinta y tres dioses frente a otro ataque de los Asuras, que en una ocasión amenazaron con destruir el reino de los devas. También han jurado proteger al Buda, al Dharma y a los seguidores de Buda del peligro.
De acuerdo con Vasabandhu, los devas nacidos en el cielo Cāturmahārājika miden la cuarta parte de un krośa (aproximadamente 250 metros) y viven 500 años (cada día de los cuales equivale a cincuenta años en nuestro mundo, sumando en total unos nueve millones de años o, según otras fuentes, 90.000 años).
Los cuatro reyes celestiales son conocidos con distintos nombres en cada cultura y tienen asociados distintos colores y símbolos. Según la teoría de los cinco elementos se pueden encontrar más asociaciones, aunque hay que tener en cuenta que éstas pertenecen a una tradición independiente y no se corresponden con las asociaciones de la tradición china:
| Nombre sánscrito     | Vaisravana (Kubera)       | Virūdhaka                    | Dhṛtarāṣṭra                                             | Virūpākṣa                       |
| -------------------- | ------------------------- | ---------------------------- | ------------------------------------------------------- | ------------------------------- |
| Nombre pali          | Vessavaṇa (Kuvera)        | Virūḷhaka                    | Dhataraṭṭha                                             | Virūpakkha                      |
| Significado          | “El que lo oye todo”      | “El que agranda”             | "El que mantiene el estado" o “El vigía de las tierras” | "El que lo ve todo"             |
| Chino tradicional    | 多聞天                    | 增長天                       | 持國天                                                  | 廣目天                          |
| Chino simplificado   | 多闻天                    | 增长天                       | 持国天                                                  | 广目天                          |
| Pinyin               | Duō Wén Tiān              | Zēng Cháng Tiān              | Chí Guó Tiān                                            | Guăng Mù Tiān                   |
| Nombre coreano       | Damun Cheonwang 다문천왕  | Jeungjang Cheonwang 증장천왕 | Jiguk Cheonwang 지국천왕                                | Gwangmok Cheonwang 광목천왕     |
| Caracteres japoneses | 多聞天 o 毘沙門           | 増長天                       | 持國天 o 治國天                                         | 廣目天                          |
| Nombre japonés       | Tamonten or Bishamon      | Zōchōten                     | Jikokuten                                               | Kōmokuten                       |
| Nombre tibetano      | rnam.thos.sras (Namthöse) | 'phags.skyes.po (Phakyepo)   | yul.'khor.srung (Yülkhorsung)                           | spyan.mi.bzang (Chenmizang)     |
| Color                | Amarillo                  | Azul                         | Blanco                                                  | Rojo                            |
| Símbolo              | Paraguas. Mangosta        | Espada                       | Pipa (instrumento)                                      | Serpiente. Pequeña Stupa. Perla |
| Adeptos              | Iaksás                    | Kumbhanda                    | Gandharvas                                              | Nagas                           |
| Dirección            | Norte                     | Sur                          | Este                                                    | Oeste                           |

En chino, la expresión Fengtiao Yushun (风调雨顺, 風調雨順, Fēng Tiáo Yǔ Shùn, "Viento propicio y lluvia oportuna -para la cosecha-") sirve también como regla nemotécnica para recordar los símbolos de cada rey:
- Fēng significa viento, pero también, escrito con otro carácter, filo (锋, 鋒) de una espada, que es el símbolo de Virūḍhaka.
- Tiáo significa propicio, pero también melodía, lo cual recuerda que el instrumento musical pipa es el símbolo de Dhṛtarāṣṭra.
- Yǔ, lluvia, nos recuerda que el símbolo de Vaiśravaṇa es el paraguas.
- Shùn, oportuno, se refiere al símbolo del dragón rojo, ya que la serpiente es el símbolo de Virūpakkha.

Estos símbolos también unen a las deidades con sus seguidores. Por ejemplo los Nagas, seguidores de Virūpakkha, son criaturas mágicas que pueden cambiar de forma y ser humanos o serpientes; y los Gandharvas, seguidores de Dhṛtarāṣṭra, son músicos celestiales.